# Molophilus fragillimus
Molophilus fragillimus là một loài ruồi trong họ Limoniidae. Chúng phân bố ở miền Australasia.